# Тунхай
24°06′55″ пн. ш. 102°45′28″ сх. д. / 24.11519° пн. ш. 102.75781° сх. д.
Тунхай (кит. 通海县, пін. Tōnghăi Xiàn) — один із повітів КНР у складі префектури Юйсі, провінція Юньнань. Адміністративний центр — містечко Сюшань.

## Географія
Тунхай лежить на висоті близько 1800 метрів над рівнем моря у центрі провінції у межах Юньнань-Гуйчжоуського плато.

### Клімат
Повіт знаходиться у зоні, котра характеризується океанічним кліматом субтропічних нагір'їв. Найтепліший місяць — червень із середньою температурою 20,5 °C. Найхолодніший місяць — грудень, із середньою температурою 9,5 °С.
| Клімат повіту Тунхай    | Клімат повіту Тунхай | Клімат повіту Тунхай | Клімат повіту Тунхай | Клімат повіту Тунхай | Клімат повіту Тунхай | Клімат повіту Тунхай | Клімат повіту Тунхай | Клімат повіту Тунхай | Клімат повіту Тунхай | Клімат повіту Тунхай | Клімат повіту Тунхай | Клімат повіту Тунхай | Клімат повіту Тунхай |
| Показник                | Січ.                 | Лют.                 | Бер.                 | Квіт.                | Трав.                | Черв.                | Лип.                 | Серп.                | Вер.                 | Жовт.                | Лист.                | Груд.                | Рік                  |
| Середній максимум, °C   | 16,4                 | 18,5                 | 21,6                 | 24,6                 | 24,9                 | 25                   | 24,6                 | 24,8                 | 23,4                 | 21,1                 | 18,4                 | 15,9                 | 21,6                 |
| Середня температура, °C | 9,8                  | 11,9                 | 15,1                 | 18,2                 | 19,6                 | 20,5                 | 20,3                 | 19,9                 | 18,5                 | 16,3                 | 12,5                 | 9,5                  | 16                   |
| Середній мінімум, °C    | 4,5                  | 6                    | 8,9                  | 12,2                 | 15,3                 | 17,3                 | 17,3                 | 16,7                 | 15,2                 | 13,1                 | 8,3                  | 4,7                  | 11,6                 |
| Норма опадів, мм        | 14.9                 | 19.7                 | 21.5                 | 41.4                 | 92.4                 | 152.9                | 179.9                | 154.3                | 91.3                 | 74.5                 | 43                   | 13.7                 | 899.5                |
| Вологість повітря, %    | 70                   | 62                   | 57                   | 58                   | 68                   | 78                   | 82                   | 82                   | 80                   | 80                   | 78                   | 76                   | 72.6                 |
| ----------------------- | -------------------- | -------------------- | -------------------- | -------------------- | -------------------- | -------------------- | -------------------- | -------------------- | -------------------- | -------------------- | -------------------- | -------------------- | -------------------- |
| Джерело: data.cma.cn    |                      |                      |                      |                      |                      |                      |                      |                      |                      |                      |                      |                      |                      |